# 封神传奇
《封神传奇》（英語：League of Gods）是博纳影业和中国星集团联合出品的一部中国3D科幻片，由李连杰、梁家辉、范冰冰、黄晓明、古天乐、杨颖、文章、向佐、许晴、祖鋒、安志杰主演，许安执导，中国大陆、香港于2016年7月29日公映。

## 剧情
讲述了天地初开的时候，姜子牙率领一群异能人士寻找光明之剑，守卫西岐。朝歌大肆屠杀异能种族，纣王为统治世界，更以血肉之躯供养黑龙。如果黑龙降世，世界将陷入一万八千年的黑暗。而唯一能对付黑龙方法，就是找到传说中的光明之剑。

## 角色
| 演員   | 角色       | 备注                                                                                               |
| 李连杰 | 姜子牙     | 姜老，坐骑为仙鹤，中了妲己的逆生咒，返老还童，片尾彩蛋片段中已是嬰兒樣，被纣王扣为人质。           |
| 范冰冰 | 妲己       | 千年妖狐，能够操纵“不死战神”，为夺得光明之剑，统率朝歌的太空战舰轰炸西岐堡垒。                     |
| 梁家辉 | 紂王       | 灭世黑龍，自幼与妖尊交易，用血肉之躯供养黑龙。片尾彩蛋片段中被黑龙附体，须发变白，面容急速衰老。   |
| 黄晓明 | 楊戩       | 异能者，曾经一人单挑妲己，不幸被妲己的谜咒所困多年，后找到金甲与哮天犬，技能是地裂。               |
| 古天乐 | 申公豹     | 不死战神，坐骑为黑豹，曾经率领太空战舰将浮空古城的翼族灭族，后被妲己改造为“不死战神”，被姬发所杀。 |
| 杨颖   | 藍蝶       | 傀儡，真身为木偶，被申公豹改造为“蓝蝶”。                                                           |
| 文章   | 哪吒       | 异能者，六臂的战士，武器是乾坤圈，异能是乾坤一击。                                                 |
| 向佐   | 雷         | 异能者，浮空古城翼族唯一幸存者，异能是闪电链。                                                     |
| 许晴   | 太乙真人   | 千年女妖，能操纵幻术神游十方，千年之前暗恋姜子牙。在本作设定中太乙真人和哪吒没有师徒关系。         |
| 祖峰   | 姬昌       | 西岐之主，姬发、雷的父亲，武器为长弓。被申公豹所杀。                                               |
| 安志杰 | 姬发       | 西岐少主，真身为金龙，武器为光明之剑，异能是光明剑法。                                             |
| 李子雄 | 龍王       | 东海龙王。                                                                                         |
| 孫建魁 | 靈族大长老 | 灵族大长老，其眼睛具备全息投影，可以洞察未来。                                                     |

## 演員調動
原本計畫由张柏芝出演哪吒，后因制片方要求换角，最终确定文章饰演哪吒。

## 制作
特效制作公司包括：曾参加《星球大战》、《星球大战：原力觉醒》、《侏罗纪世界》和《机械战警》的特效公司Tippett Studio，曾参与《变形金刚》、《加勒比海盗》、《X战警》、《后天》的Blur Studio，参与过《阿凡达》、《复仇者联盟》和《钢铁侠》的特效公司Hydraulx，参与过《狄仁杰之神都龙王》和《西游记之孙悟空三打白骨精》的韩国公司DEXTER DIGITAL。

## 发行
2016年4月21日，博纳影业总裁于冬、中国星的向华强、陈岚，以及主演李连杰、向佐出席在北京举办的定档发布会，发布会上播放了30秒预告片，并宣布影片将于7月29日上映。5月中旬，发布首款海报。7月24日，主创在北京举行首映礼，出品人于冬、向华强、陈岚，导演许安、杨龙，以及李连杰、范冰冰、祖鋒、向佐、黄岳泰等出席。

## 电影歌曲
| 曲別   | 歌名       | 演唱者 | 作詞      | 作曲        |
| 主題曲 | 无痛的痛苦 | 萧敬腾 | Tiffany C | John Debney |

## 评价
電影在中國上映後，評價以負評較多，在豆瓣得了3.0分。普遍評論以擁有強大的卡司陣容和一定程度的3D特效，但劇情方面卻对《封神演义》原著进行面目全非的颠覆性改动。

## 票房
中国大陆首周3天获得2.01亿人民币列第二位，次周获得7670万列第五位，最终累计2.828亿。香港首周3天获得87万港元列第九位。

## 分級
| 國家/地區 | 分級   |
| 台灣      | 保護級 |
| 香港      | IIA級  |

## 奬項
| 年度   | 颁奖典礼             | 奖项             | 姓名           | 结果 |
| ------ | -------------------- | ---------------- | -------------- | ---- |
| 2017年 | 第八屆金掃帚獎       | 最令人失望影片   | 《封神傳奇》   | 獲獎 |
| 2017年 | 第八屆金掃帚獎       | 最令人失望導演   | 許安           | 提名 |
| 2017年 | 第12屆金話梅電影選舉 | 最爛女演員       | Angelababy     | 獲獎 |
| 2017年 | 第36屆香港電影金像獎 | 最佳服裝造型設計 | 張叔平、呂鳳珊 | 提名 |

## 備註
1. ↑  该片为范冰冰继电视剧《封神榜》后，二度饰演妲己一角。
2. ↑  角色原本由张柏芝饰演，后因张柏芝惹怒制片方，该角色改由文章饰演。